# Točilovo
Točilovo (Servisch cyrillisch Точилово) is een plaats in de Servische gemeente Tutin. De plaats telt 156 inwoners (2002).